# Teresa Saponangelo
Teresa Saponangelo (nascuda el 1973) és una actriu italiana de cinema, televisió i escena.
Nascuda a Taranto, filla d'un treballador i d'una mestressa de casa, va perdre el pare quan tenia dos anys, i el 1976 es va traslladar a Nàpols amb la seva mare i el seu germà. Després d'assistir a diverses societats dramàtiques va debutar oficialment a l'escenari de la Ce penza mammà de Giacomo Rizzo. No fou admesa a les escoles d'interpretació de Piccolo Teatro i Accademia Nazionale, i per suggeriment de Giorgio Albertazzi Saponangelo va estudiar a l'Escola de Drama Palmi de Reggio Calàbria. El 1994 va debutar al cinema a Il Verificatore de Stefano Incerti, després va aparèixer a pel·lícules dirigides per Paolo i Vittorio Taviani, Sergio Rubini, Paolo Virzì i Silvio Soldini i a l'escenari amb els directors Toni Servillo, Antonio Capuano i Mario Martone, entre d'altres. El 2000 va ser nominada a Nastro d'Argento com a millor actriu gràcies a la seva actuació a Anna Negri, a The Beginning There There Underwear; el mateix any, va guanyar el premi Ubu per la seva interpretació com Dorina a l'obra teatral Tartufo.